# Cercle de Joachim Sports Club
Le Cercle de Joachim Sports Club est un club de football mauricien basé à Curepipe et fondé en 2004. Il évolue en championnat de Maurice et joue ses matchs à domicile au Stade George-V d'une capacité de 6 200 places. Il est entraîné depuis 2013 par Joe Tshupula.

## Historique
Le Cercle de Joachim Sports Club est fondé en 2004. Dès sa première saison, le club remporte la poule A du tournoi interrégional et se retrouve promu en deuxième division.
Il rejoint en 2010 la première division mauricienne en terminant deuxième de la poule de qualification de la division 2. Le club termine quatrième du championnat en 2013 après avoir été en course pour le titre jusqu'à cinq journées de la fin. En août 2013, le club recrute comme entraîneur Joe Tshupula en remplacement de Daniel Ramsamy. En 2014, le club remporte le championnat de Maurice pour la première fois de leur histoire.

## Entraîneurs
- 2010-2011 : Sydney Caëtane
- 2011-2012 : Bruno Randrianarivony[6]
- 2012-2013 : Daniel Ramsamy
- 2013-2016 : Joe Tshupula
- 2017-2018:
- 2018-2019: Marius Rappez
- 2019-2020: Théodore Timboussaint

## Stade
Le Cercle de Joachim SC joue ses rencontres à domicile au Stade George-V d'une capacité de 6 200 places. Situé à Curepipe, le stade est partagé notamment avec le Curepipe Starlight SC.

## Palmarès
- Championnat de Maurice (4)
  - 2014, 2015, 2024, 2024-25